# 사이먼 커티스 (영화 제작자)
사이먼 커티스(영어: Simon Curtis, 1960년 3월 11일 ~ )는 영국의 영화 감독, 영화 제작자이다. 영화 《마릴린 먼로와 함께한 일주일》(2011), 《우먼 인 골드》(2015)의 감독으로 알려져 있다. 1992년 미국 배우 엘리자베스 맥거번과 결혼하였다.
그는 이전에 연극계에서 일했으며, BBC 필름, 와인스타인 컴퍼니에서 제작한 영화 《마릴린 먼로와 함께한 일주일》로 영화 감독으로 데뷔하였다. 이 작품은 비평적으로 찬사를 받으며 아카데미상, 골든 글로브상 두 부문에서 후보에 올랐다. 주연 배우 미셸 윌리엄스는 골든 글로브 여우주연상을 수상했다. 다음 작품인 《우먼 인 골드》는 커티스가 마리아 올트먼에 관한 BBC 다큐멘터리를 보고 영감을 얻었다고 한다.